# Kamienne Miasto
Kamienne Miasto (ang. Stone Town; suahili Mji Mkongwe) – stara część miasta Zanzibar, stolica Zanzibaru w Tanzanii.
Kamienne Miasto znajduje się na Liście światowego dziedzictwa UNESCO.
Zabudowa miasta, które jest mieszanką kultury arabskiej, indyjskiej, europejskiej i afrykańskiej, charakteryzuje się wąskimi uliczkami, w których nie mieszczą się samochody. Transport odbywa się pieszo oraz na rowerach lub motocyklach.
W przeszłości miasto było centrum wschodnioafrykańskiego handlu niewolnikami między Azją i Afryką.
5 września 1946 roku w miejskim szpitalu w Kamiennym Mieście urodził się Farrokh Bulsara, wokalista grupy Queen znany jako Freddie Mercury.